# Homeopatija
Homeopatija (iz grščine όμοιος hómoios, slovensko enak, podoben in grško πάθος páthos, slovensko trpljenje, bolezen) je oblika zdravilstva oziroma alternativne medicine, ki jo je uveljavil Samuel Hahnemann v 18. stoletju in temelji na prepričanju, da se bolnika na podlagi zakona podobnosti lahko zdravi z izjemno razredčenimi zdravili. Homeopatska zdravila se izdelujejo s zaporednim redčenjem in  mešanjem, največkrat tako dolgo, da končni izdelek ne vsebuje druge sestavine kot redčilo, ki je navadno voda, sladkor ali alkohol
Trditve o tem, da je homeopatsko zdravljenje učinkovitejše od učinka placeba niso podprte z znanstvenimi in kliničnimi raziskavami. Homeopatske ideje so znanstveno nesprejemljive in so "diametralno nasprotje modernemu faramacevtskemu znanju". Pomanjkanje prepričljivih znanstvenih dokazov, ki bi podpirali njeno učinkovitost in protislovja v osnovnih znanstvenih načelih sta povzročili, da je homeopatija označena kot lažna znanost ali z besedami medicinskega obzornika iz leta 1998 kot "placebo zravljenje v najboljšem in mazaštvo v najslabšem".
V splošnem velja, da so homeopatska zdravila varna za uporabo. Kljub temu so homeopatom večkrat očitali, da so spravljali bolnike v nevarnost s tem, da so jim odsvetovali uporabo klasične medicine na primer cepljenja, zdravil proti malariji in antibiotikov.

## Temelji homeopatije
Hahnemannov koncept
Hahnemann je postal prepričan v homeopatijo ko je prevajal delo škotskega fizika in kemika Williama Cullena v nemški jezik. Ker je bil skeptičen v Cullenovo teorijo o vplivu kininovca na malarijo, je zaužil nekaj lubja, da bi ugotovil ali zdravi vročino "z lastnostjo, da širi trebuh". Ob zaužitju lubja je opazil nekaj simptomov v trebuhu, vendar ni občutil vročine, drgetanja ali alergije, ki so sicer značilni za malarijo. Iz tega je sklepal, da vsa učinkovita zdravila ustvarjajo simptome pri zdravih ljudeh, podobne tistim ob bolezni. To je kasneje postal "zakon podobnosti" ki je najpomembnejši zakon v homeopatiji. Izraz "homeopatija" si je izmislil Hahnemann, prvič pa se je pojavil v tisku leta 1807, čeprav je že pred tem izdal več člankov s to teorijo.
Življenjska sila
Aristotel je utemeljil tako imenovani vitalizem; prepričanje, da imajo živa bitja življenjsko silo. Življenjska sila naj bi omogočala bitjem čutenje in dejavnost. Hahnemann je prevzel to idejo o nesnovni življenjski sili in jo umestil med temelje homeopatskega nauka.
Načelo podobnosti
Po homeopatskim prepričanju lahko določeno bolezen pozdravi le sredstvo, ki v zdravem organizmu povzroči tej bolezni podobne simptome, kar izraža latinsko reklo similia similibus curentur (podobno se zdravi s podobnim). Po takšnem prepričanju vse bolezni izhajajo iz neuravnovešene življenjske sile. Zdravljenje s homeopatijo stremi k vzpostavitvi notranjega ravnovesja.
Potenciranje
Potenciranje pomeni zaporedno redčenje substanc ob hkratnem stresanju. Potenciranje poteka v zaporednih stopnjah z učinkovino, ki je rastlinskega, živalskega, mineralnega ali kemičnega izvora in z redčilom (na primer alkohol, mlečni sladkor, destilirana voda, glicerol). Primer stopnje redčenja, ki je pogost in ima oznako 30C: C, ki je rimska številka 100, pove, da homeopatsko zdravilo pridobijo tako, da v 100 kapljicah redčila zmešajo 1 kapljico učinkovine, nato eno kapljico iz tako pridobljene razredčine zmešajo v 100 kapljicah svežega redčila. Nato zopet vzamejo eno kapljico iz te razredčine in pomešajo z novimi stotimi kapljicami čistega redčila. Ta postopek v primeru 30C ponovijo 30-krat. Končen izdelek je tako razredčen v razmerju  1:10030 oziroma 1:1060 oziroma 1 proti 1 in 60 ničel.
Homeopatska zdravila se izdajajo v obliki raztopin ali globul oziroma kroglic. Substance z nižjo potenco so tudi v obliki tablet. Velja prepričanje, da so bolj potencirana in bolj razredčena zdravila bolj učinkovita kot manj razredčena in manj potencirana.
Miazme in nozode
Hahnemann je pri nekaterih bolnikih opazil, da se zdravstveno stanje kljub ustrezno izbranem zdravilu ni izboljšalo. Menil je, da je zdravljenje neuspešno zaradi kroničnih motenj bolnikovega zdravja, ki so zapisane v dednini; te kronične obremenitve je imenoval miazme. Miazme naj bi se med ljudmi prenašale z dedovanjem, s spolnimi odnosi ali z okužbo. Zoper določeno miazmo naj bi obstajalo tudi ustrezno zdravilo - nozoda.
Vrste homeopatije
- Klasična homeopatija: homeopat izbira zdravilo na podlagi pogovora. Temelji na tem, da vse bolezni običajno izhajajo iz konstitucije človeka; iz hoje, razpoloženja, ogrodja, telesne teže, dojemljivosti za vročino, mraz...;
- Lokalna (organska) homeopatija: iz dosedanjih izkušenj homeopatov za vsako bolezen ali organ obstaja 20 do 30 zdravil, ki jih je potrebno pravilno izbrati;
- Kompleksna homeopatija: naj bi bila najbolj neustrezna oblika homeopatije. Po svojem principu zelo podobna farmakologiji. Izdelki so narejeni v komercialne namene in manjka osebni pristop do bolnika;
- Izopatija: naj bi bila najmočnejša vrsta homeopatije. Pri zdravljenju upošteva vse bolezni, ki jih je človek prebolel od rojstva;

Homeopatsko zdravljenje
Homeopatsko zdravljenje se prične z pogovorom, v katerem usposobljen homeopat poišče in svetuje uporabo določenega homeopatskega zdravila. V kolikor je zdravilo ustrezno izbrano in da so lastnosti zdravila čim bolj podobne simptomom bolnika, homeopati pričakujejo dobre rezultate. Homeopatsko zdravljenje se izvaja predvsem z osebnim pristopom do bolnika, kjer se homeopat ukvarja z osebnostjo človeka, in manj z njegovo telesno boleznijo.

## Raziskave na področju učinkovitosti
Že v prvih raziskavah, ki so bile izvedene med drugo svetovno vojno, je bila učinkovitost homepoatskega zdravljenja ovržena. Kjub temu, da so bile prve raziskave slabo zastavljene in niso nudile natančnih dokazov, so kasnejše raziskave potrdile, da homeopatsko zdravljenje nima ustreznega učinka. Nobena učinkovina se ni pokazala kot drugačna od placeba. Tudi kasneje, ko so se rezultati raziskav izboljšali, se je izkazalo, da homeopatska zdravila nimajo nikakršnega učinka. Učinkovitost homeopatskih zdravil je bila abstraktno razložena, izhajajoč iz različnih fizikalnih teorij kot so kvantna mehanika, teorija relativnosti in teorija kaosa, vendar so razlage prihajale od ljudi, ki niso strokovnjaki na teh področjih in niso bile potrjene s poskusi.
Homeopatija in medicina
Homeopatije medicina ne podpira in ne priznava, ker za uspešnost zdravljenja ni ustreznih kliničnih dokazov. Leta 2005 je medicinska revija The Lancet objavila raziskavo, ki je temeljila na analizi rezultatov 110 raziskav zdravljenja s homeopatskimi zdravili in 110 raziskav zdravljenja z običajnimi zdravili. Zaključek raziskave je bil, da homeopatsko zdravljenje ni dalo boljših rezultatov, kot ga nudi placebo. Podobne zaključke je v poročilu, objavljenemu marca 2015, sklenil Nacionalni medicinski in raziskovalni svet avstralske vlade (NHMRC) in sicer, da ni dokazov o učinkovitosti homeopatije na katerokoli bolezen. 
Visoko razredčenje
Homeopatska zdravila so močno razredčena oziroma potencirana. Običajno so tako razredčena, da sploh ne vsebujejo zdravilne učinkovine. To pomeni, da ne vsebujejo niti enega atoma, iona ali molekule zdravilne učinkovine. Fizik Robert L. Park, nekdanji izvršni direktor Ameriškega združenja za fiziko, je o tem izjavil: »Ker je najmanjša količina učinkovine v pripravku ena molekula, bi moral vsebovati pripravek 30C vsaj eno molekulo originalne učinkovine, raztopljene v najmanj 1.000.000.000.000.000.000.000.000.000.000.000.000.000.000.000.000.000.000.000.000 molekulah vode. Za to bi potrebovali zabojnik, ki je vsaj 30.000.000.000 krat večji od Zemlje.«
Moralni vidiki in varnost
Ker homeopatska zdravila običajno vsebujejo le vodo ali alkohol, veljajo za varna. Zdravljenje s homeopatskimi zdravili daje pomisleke predvsem v tem, da bolniki ne dobijo ustrezne oskrbe za bolezni, ki se jih sicer lahko zdravi z običajnimi zdravili. V Sloveniji je primer, kjer je zaradi zdravljenja malarije s homeopatskim načinom, umrl pacient.